# Casey Kenney
Casey Kenney (Portland, 20 de março de 1991) é um lutador profissional de artes marciais mistas americano, que atualmente compete pelo UFC na categoria dos galos.

## Início
Kenney naseceu em Portland, mas se mudou para Tucson para treinar MMA. Kenny tem um wrestling e um judô de altíssimo nível. No judô, ele detém uma faixa preta.

## Carreira no MMA

### Ultimate Fighting Championship
Em sua estreia no UFC, Kenney enfrentou Ray Borg, substituindo o lesionado Kyler Phillips com 6 dias de antecedência, em 30 de março de 2019 no UFC on ESPN: Barboza vs. Gaethje. Kenny venceu a luta por decisão unânime.
Kenney enfrentou Manny Bermudez em 17 de agosto de UFC 241: Cormier vs. Miocic 2. Kenny venceu por decisão unânime.
Kenney enfrentou Merab Dvalishvili em 15 de fevereiro de 2020 no UFC Fight Night: Anderson vs. Blachowicz 2. Ele perdeu por decisão unânime.

## Cartel no MMA
| Cartel no MMA   |             |            |
| 21 lutas        | 16 vitórias | 4 derrotas |
| Por nocaute     | 2           | 0          |
| Por finalização | 5           | 0          |
| Por decisão     | 9           | 4          |
| Empates         | 1           | 1          |

| Res.    | Cartel | Oponente               | Método                               | Evento                                     | Data       | Round | Tempo | Local                      | Notas                                         |
| ------- | ------ | ---------------------- | ------------------------------------ | ------------------------------------------ | ---------- | ----- | ----- | -------------------------- | --------------------------------------------- |
| Derrota | 16-4-1 | Song Yadong            | Decisão (dividida)                   | UFC 265: Lewis vs. Gane                    | 07/08/2021 | 3     | 5:00  | Houston, Texas             |                                               |
| Derrota | 16-3-1 | Dominick Cruz          | Decisão (dividida)                   | UFC 259: Blachowicz vs. Adesanya           | 06/03/2021 | 3     | 5:00  | Las Vegas, Nevada          |                                               |
| Vitória | 16-2-1 | Nathaniel Wood         | Decisão (unânime)                    | UFC 254: Khabib vs. Gaethje                | 24/10/2020 | 3     | 5:00  | Abu Dhabi                  | Luta da Noite.                                |
| Vitória | 15-2-1 | Heili Alateng          | Decisão (unânime)                    | UFC on ESPN: Holm vs. Aldana               | 03/10/2020 | 3     | 5:00  | Abu Dhabi                  |                                               |
| Vitória | 14-2-1 | Louis Smolka           | Finalização (guilhotina)             | UFC on ESPN: Woodley vs. Burns             | 30/05/2020 | 1     | 3:03  | Las Vegas, Nevada          |                                               |
| Derrota | 13-2-1 | Merab Dvalishvili      | Decisão (unânime)                    | UFC Fight Night: Anderson vs. Błachowicz 2 | 15/02/2020 | 3     | 5:00  | Rio Rancho, New Mexico     |                                               |
| Vitória | 13-1-1 | Manny Bermudez         | Decisão (unânime)                    | UFC 241: Cormier vs. Miocic 2              | 17/08/2019 | 3     | 5:00  | Anaheim, California        |                                               |
| Vitória | 12-1-1 | Ray Borg               | Decisão (unânime)                    | UFC on ESPN: Barboza vs. Gaethje           | 30/03/2019 | 3     | 5:00  | Philadelphia, Pennsylvania | Estreia no UFC.                               |
| Vitória | 11-1-1 | Vince Cachero          | Nocaute (joelhada)                   | LFA 62                                     | 22/03/2019 | 1     | 1:38  | Dallas, Texas              | Ganhou o Cinturão Peso Galo Interino do LFA.  |
| Vitória | 10-1-1 | Brandon Royval         | Decisão (unânime)                    | LFA 53                                     | 09/11/2018 | 5     | 5:00  | Phoenix, Arizona           | Ganhou o Cinturão Peso Mosca Interino do LFA. |
| Vitória | 9-1-1  | Roman Salazar          | Decisão (unânime)                    | LFA 44                                     | 15/06/2018 | 3     | 5:00  | Phoenix, Arizona           | Estreia nos Galos.                            |
| Vitória | 8-1-1  | Kendrick Latchman      | Decisão (unânime)                    | LFA 31                                     | 19/01/2018 | 3     | 5:00  | Phoenix, Arizona           |                                               |
| Derrota | 7-1-1  | Adam Antolin           | Decisão (dividida)                   | Dana White's Contender Series 8            | 29/08/2017 | 3     | 5:0   | Las Vegas, Nevada          |                                               |
| Vitória | 7-0-1  | C.J. Hamilton          | Decisão (unânime)                    | Dana White's Contender Series 2            | 18/07/2017 | 3     | 5:00  | Las Vegas, Nevada          |                                               |
| Empate  | 6-0-1  | Bruno Silva            | Empate (dividido)                    | LFA 11                                     | 05/05/2017 | 3     | 5:00  | Phoenix, Arizona           |                                               |
| Vitória | 6-0    | Alvin Cacdac           | Finalização (mata leão)              | TPF 30                                     | 02/02/2017 | 1     | 4:09  | Lemoore, California        | Ganhou o Cinturão Peso Mosca do TPF.          |
| Vitória | 5-0    | Rafael Angel Hernandez | Finalização (estrangulamento brabo)  | TPF 27                                     | 19/05/2016 | 1     | 3:44  | Lemoore, California        |                                               |
| Vitória | 4-0    | Anthony Torres         | Finalização (chave de braço)         | TPF 26                                     | 18/02/2016 | 1     | 1:48  | Lemoore, California        |                                               |
| Vitória | 3-0    | Victor Rosas           | Nocaute Técnico (interrupção médica) | TPF 25                                     | 19/11/2015 | 3     | 4:31  | Lemoore, California        |                                               |
| Vitória | 2-0    | Paul Amaro             | Decisão (unânime)                    | Dragon House 20                            | 06/06/2015 | 3     | 5:00  | San Francisco, California  |                                               |
| Vitória | 1-0    | Elijah Muhammad        | Finalização (mata leão)              | Duel for Domination 10                     | 20/12/2014 | 2     | 2:26  | Mesa, Arizona              | Estreia nos Moscas.                           |